# Kim Gwang-suk
Kim Gwang Suk (15 de fevereiro de 1975) foi uma atleta da ginástica artística norte-coreana.
Kim começou a competir em 1987, na categoria júnior. Dois anos mais tarde, passou à categoria sênior nacional. Entre seus principais resultados da carreira estão uma medalha de ouro no Moscou Super Stars, outra de prata, no mesmo aparelho, e um bronze no concurso geral, nos Jogos Asiáticos de Pequim, em 1990; e uma vitória, também nas assimétricas, no Mundial de Indianápolis, em 1991, quando superou Shannon Miller e Tatiana Gutsu. Em 1992, nos Jogos de Barcelona, teve confirmada a suspeita de adulteração etária, que rendeu à Coreia do Norte a punição de não poder participar do Mundial de 1993. A ginasta, todavia, foi inocentada. No ano seguinte, aposentou-se das competições.
- Nota^ : seu ano de nascimento leva em conta o fato de ter dezessete anos quando na realização dos Jogos Olímpicos de Barcelona, em 1992, embora as referências apontem o ano de 1976.